# رضا أحمدي
رضا أحمدي (بالفارسية: رضا احمدی) هو لاعب كرة قدم إيراني، ولد في 10 فبراير 1993 في دزفول في إيران. لعب مع نادي فولاد خوزستان.